# Nezahualcóyotl (comune)
Nezahualcóyotl è una municipalità dello stato di stato di Messico, nel Messico centrale, il cui capoluogo è la località omonima. Fa parte dell'agglomerato urbano di Città del Messico.
Conta 1.110.565 abitanti (2010) e ha una estensione di 63,74 km².